# Pleyel

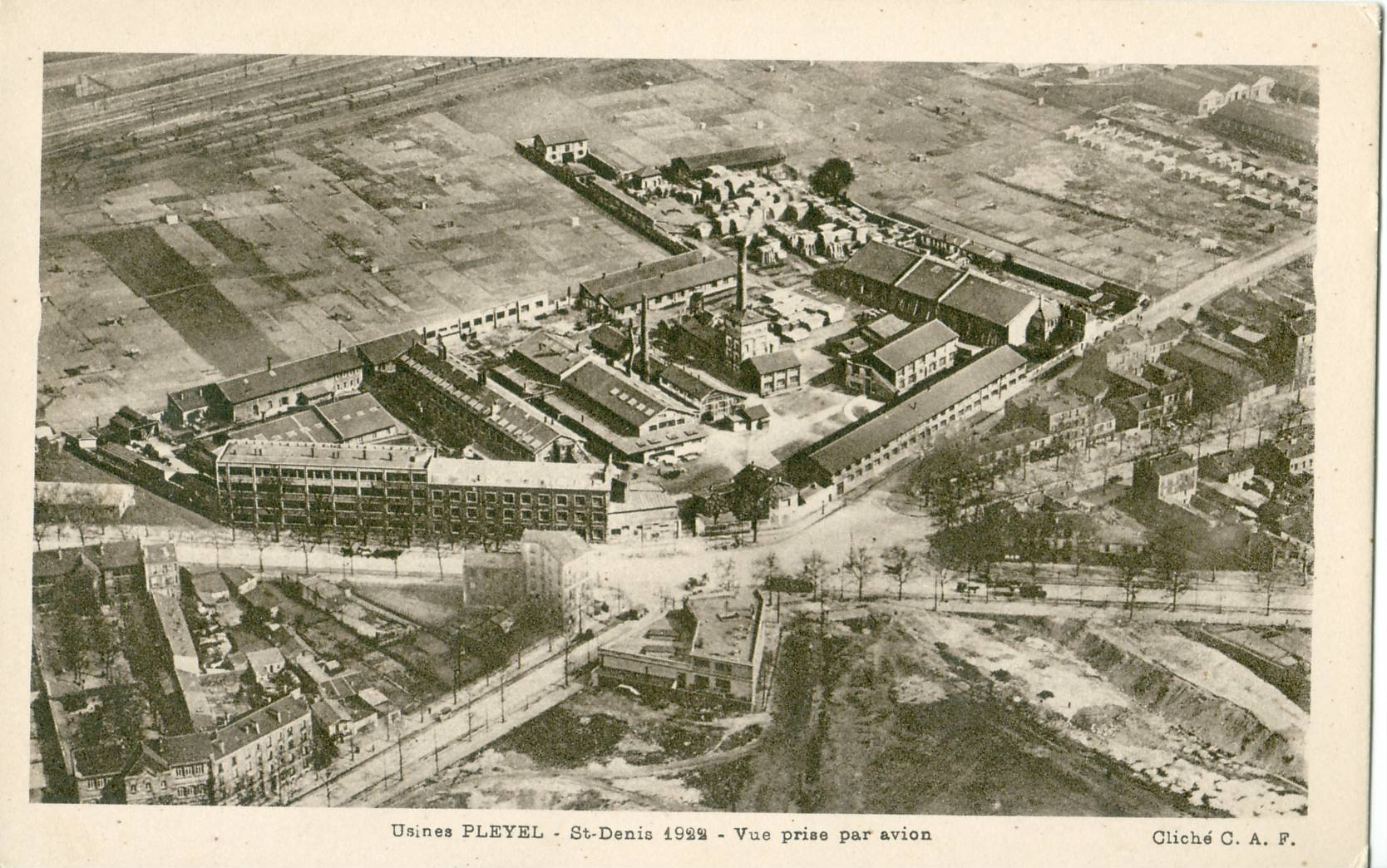
Luftbild der Pleyel-Klavierfabrik in Saint-Denis (1922)

Pleyel ist eine französische Klavierfabrik und -marke, die 1807 in Paris von dem österreichischen Komponisten und Musikverleger Ignaz Josef Pleyel unter dem Namen Ignace Pleyel & Comp.ie gegründet wurde. Die Firma nahm im Verlauf ihrer Geschichte unterschiedliche weitere Namen wie Ignace Pleyel et Fils aîné; Pleyel, Wolff et Cie.; Pleyel, Wolff, Lyon et Cie. oder Pleyel, Lyon et Cie. an und heißt seit 2006 Pleyel International Sàrl. Pleyel ist seit dem Ende der Fertigung bei Ibach das älteste kontinuierlich produzierende Klavierbauunternehmen der Welt. Es erhielt im Jahr 2007 vom französischen Wirtschaftsministerium die Auszeichnung Entreprise du patrimoine vivant verliehen.

## Geschichte

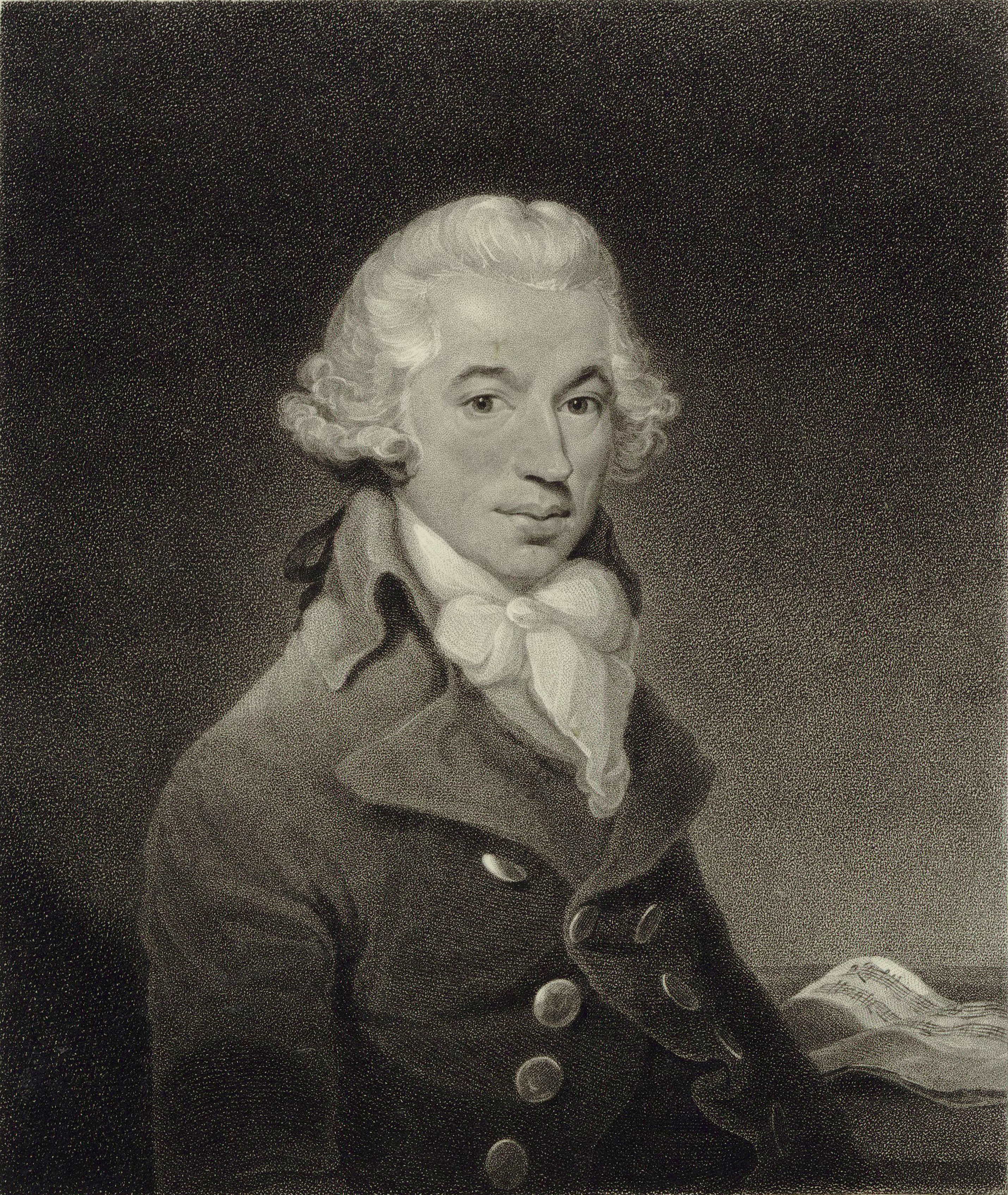
Ignaz Josef Pleyel (1793)

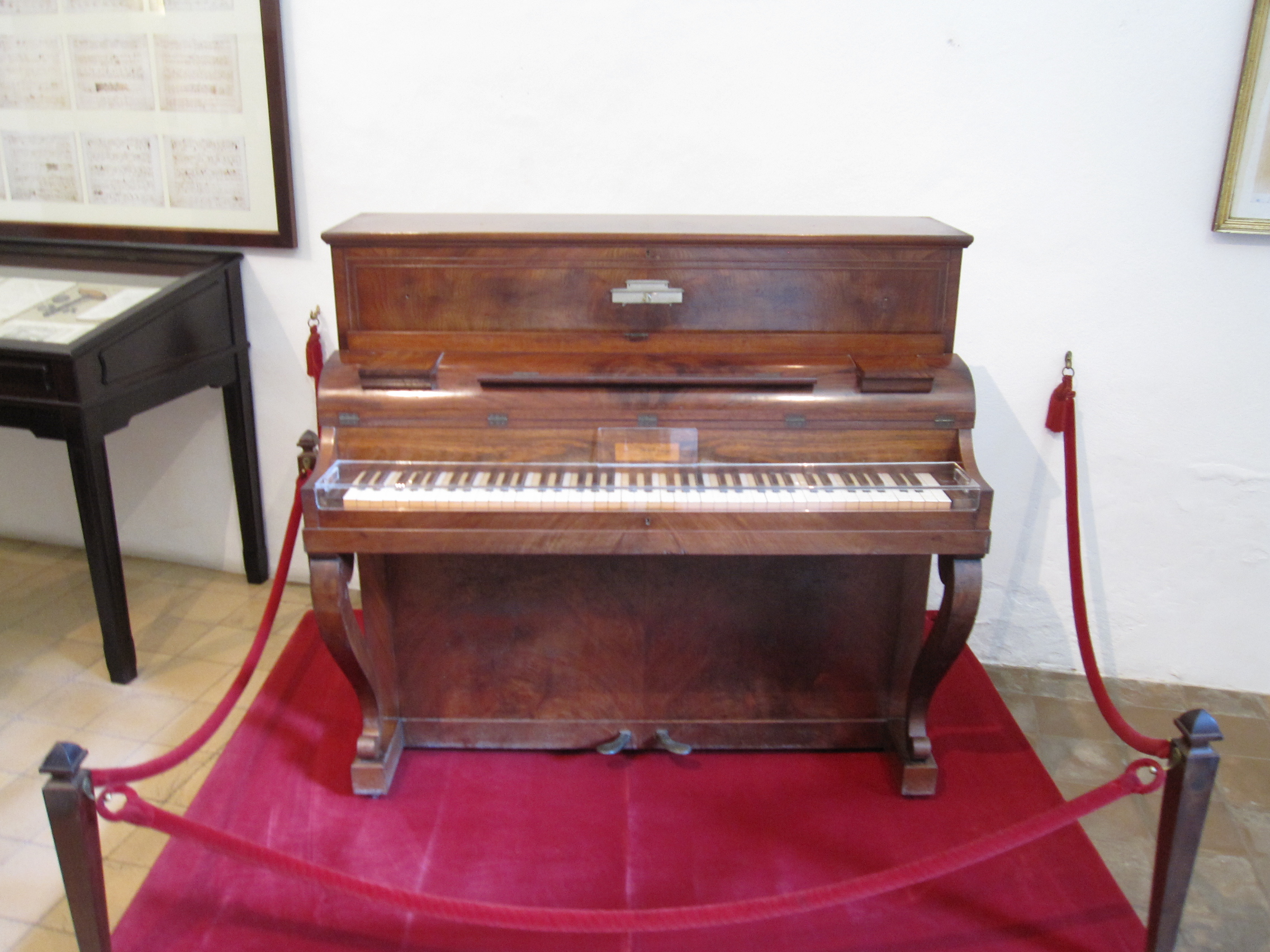
Chopins Pleyel-Klavier, heute in der Kartause von Valldemossa

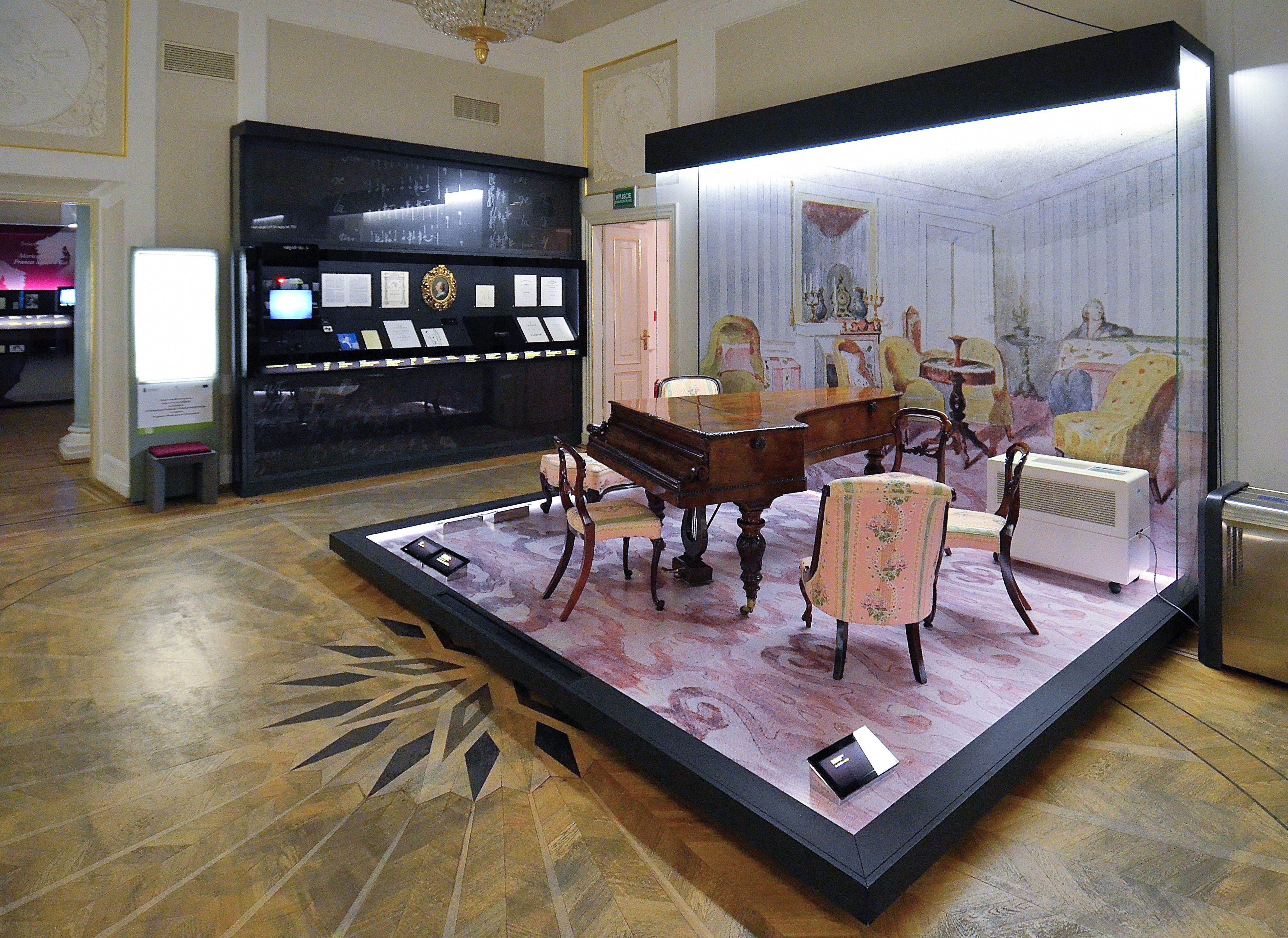
Chopins letzter Pleyel-Flügel (1848), heute im Frédéric-Chopin-Museum Warschau

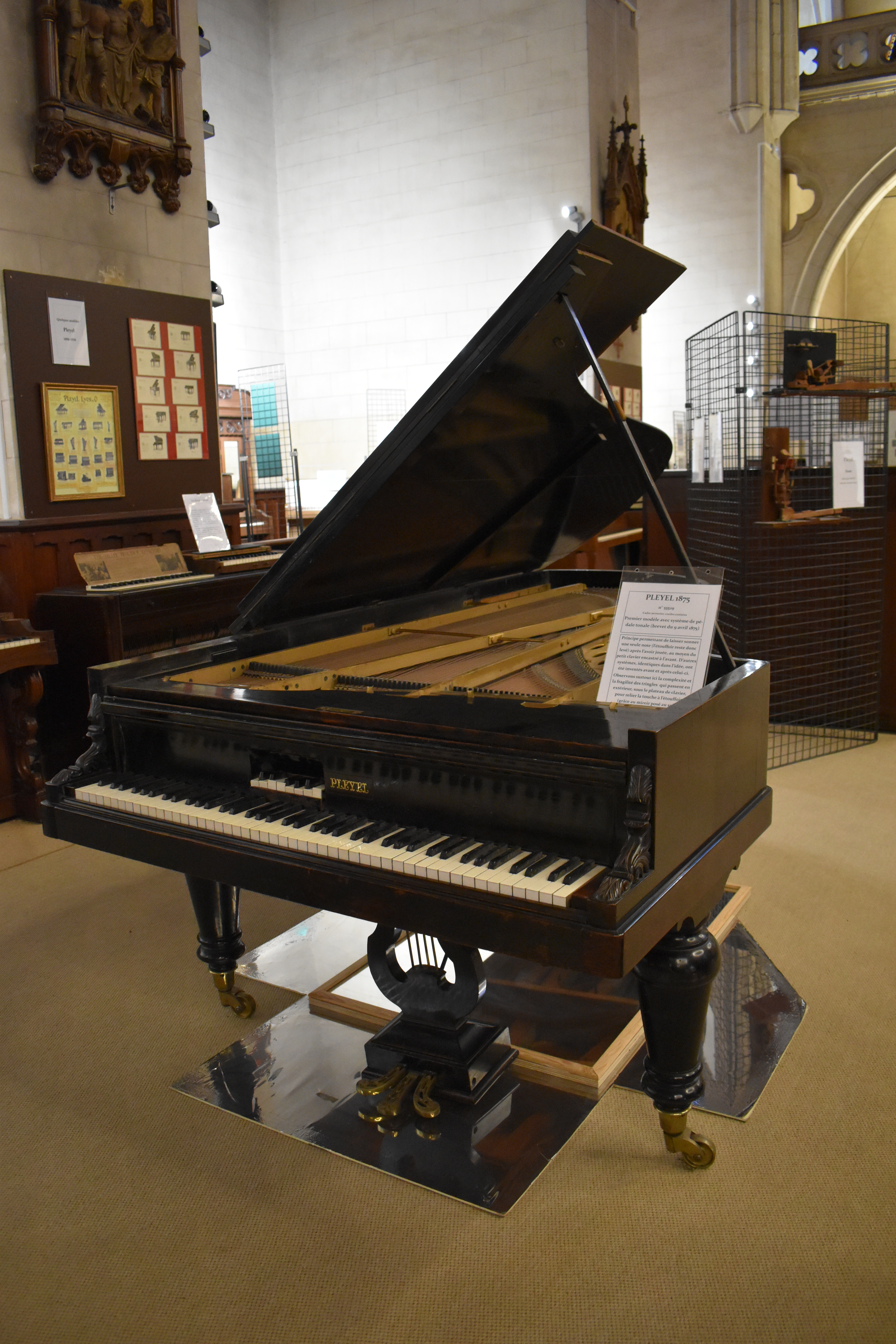
Pleyel-Flügel (1875), heute im Musée de Piano in Limoux

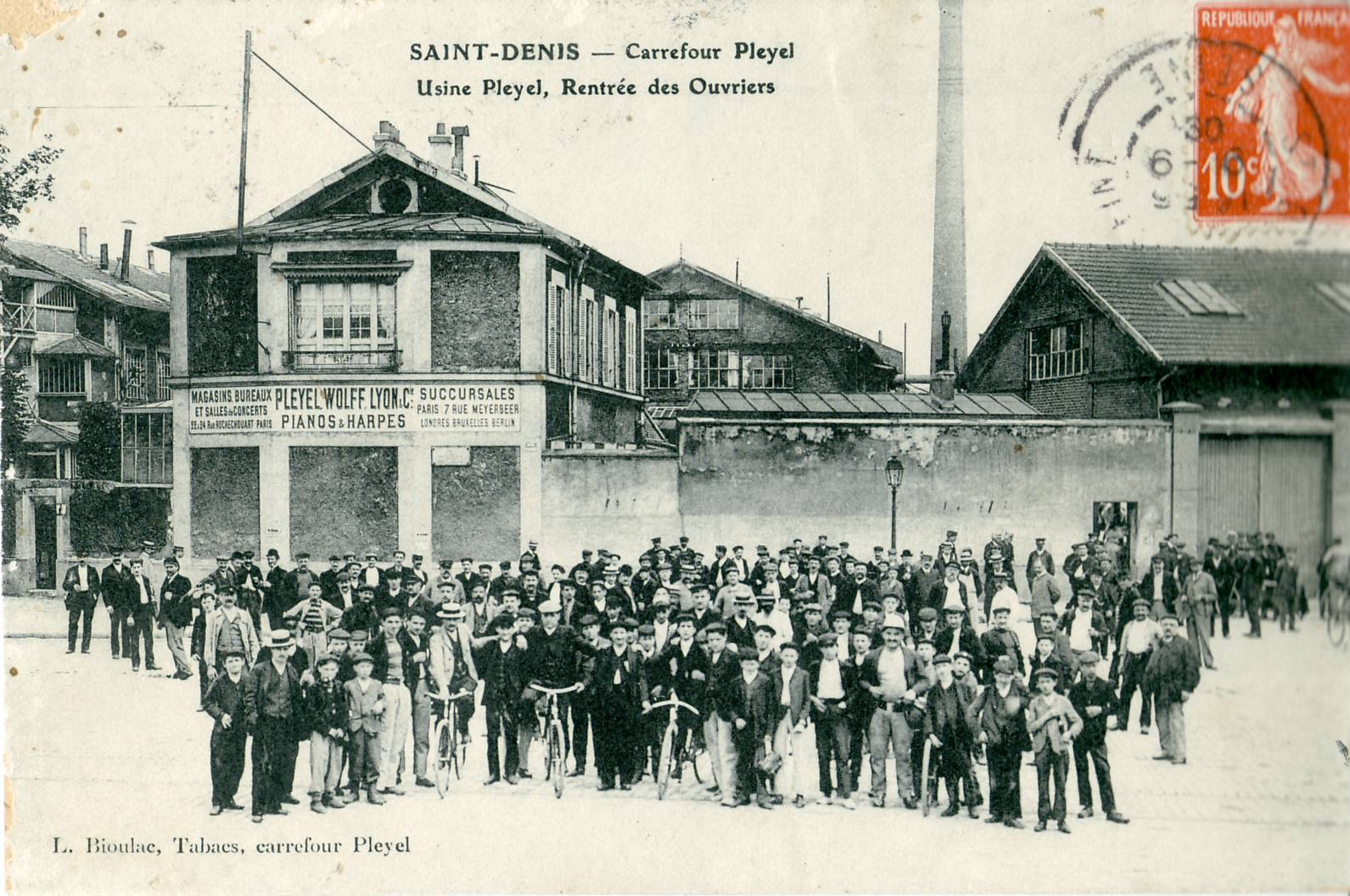
Postkarte der Pleyel-Klavierfabrik in Saint-Denis (nach 1887/vor 1914)

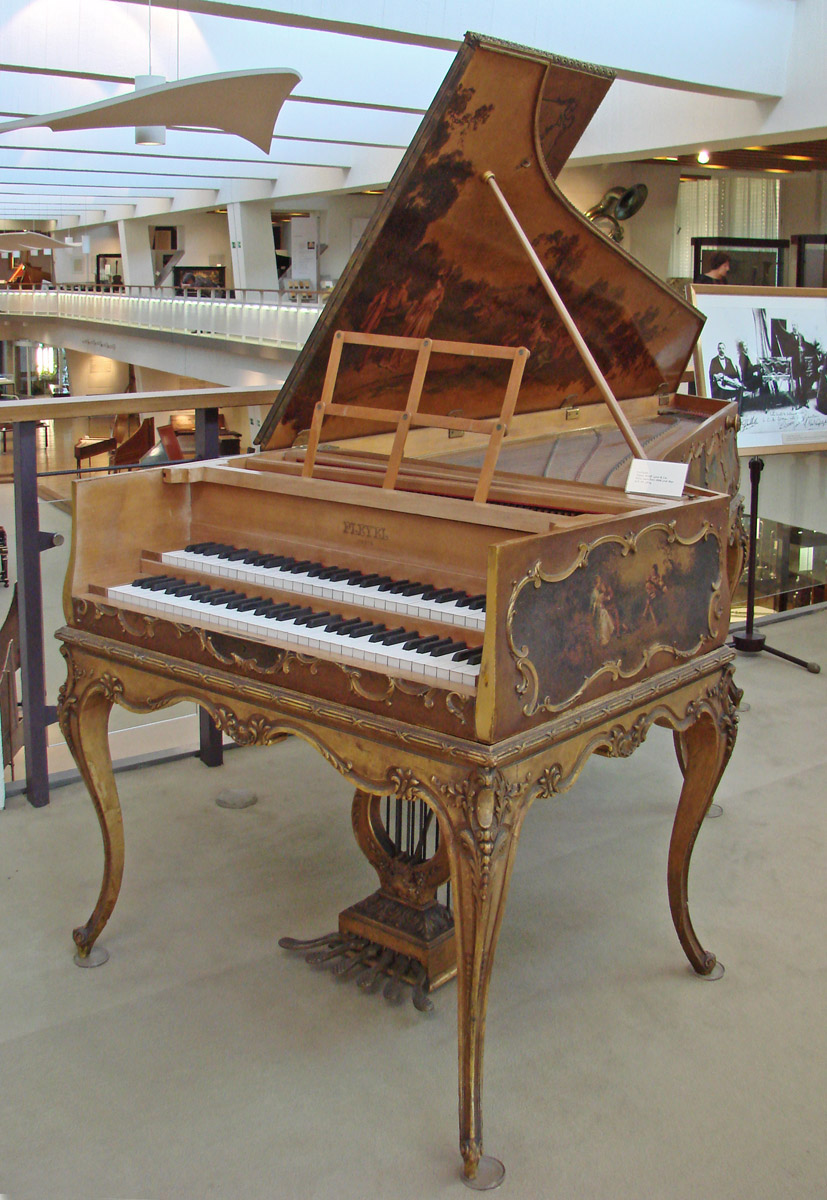
Großes Pleyel Konzertcembalo (1889), heute im Musikinstrumenten-Museum Berlin

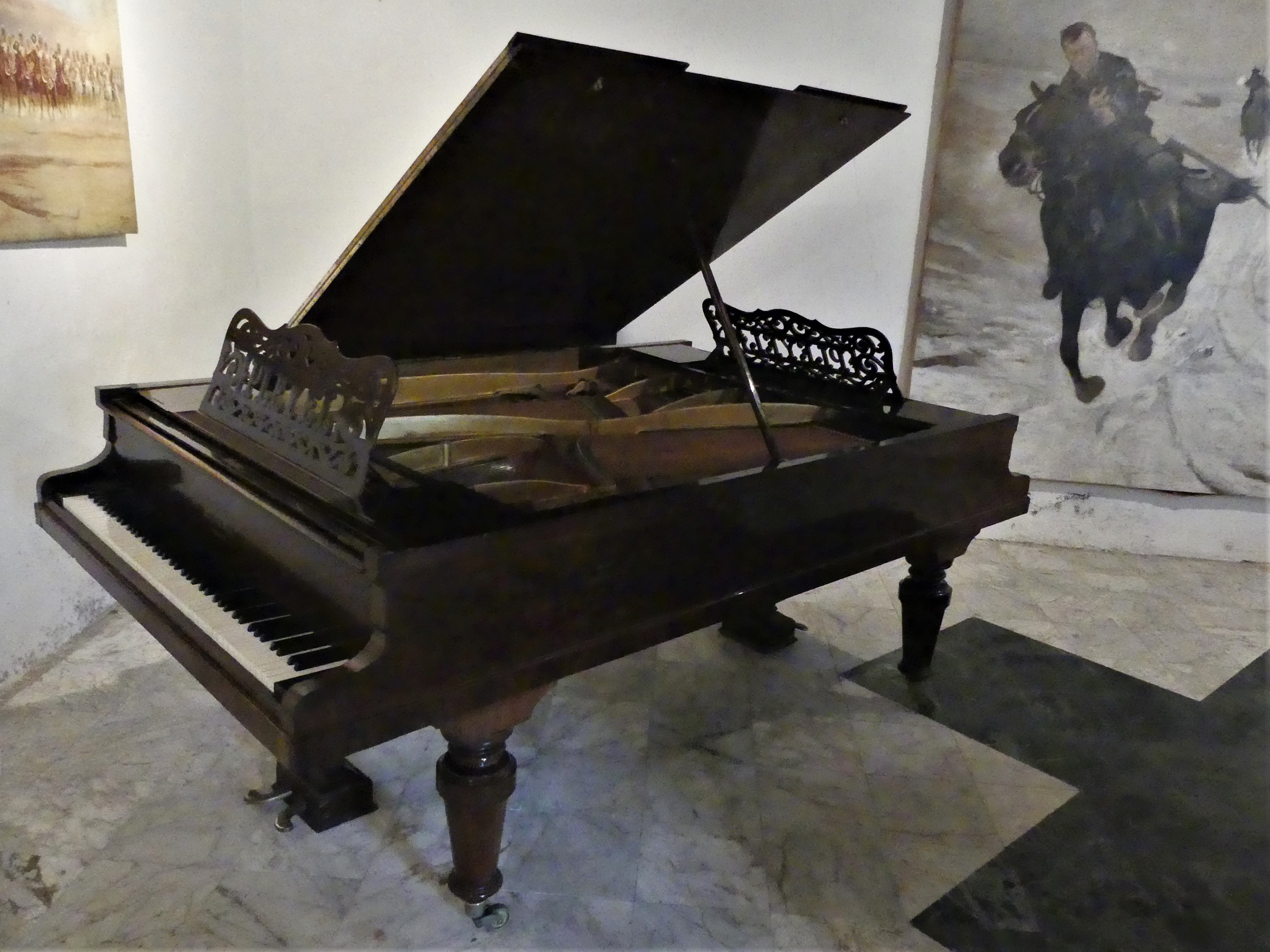
Pleyel-Doppelflügel (Ende 19. Jh.), heute im Château de Villemonteix in Saint-Pardoux-les-Cards

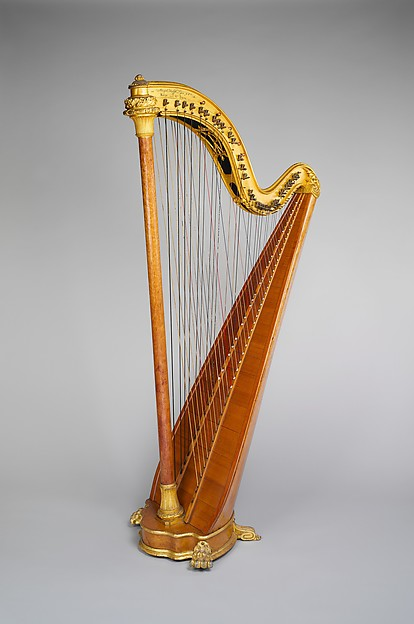
Chromatische Pleyel-Doppelharfe (Anfang 20. Jh.), heute im Metropolitan Museum of Art in New York

Kleines Pleyel-Konzertcembalo „Wanda Landowska“ (1927), heute im Haus Eller in Bergheim-Ahe

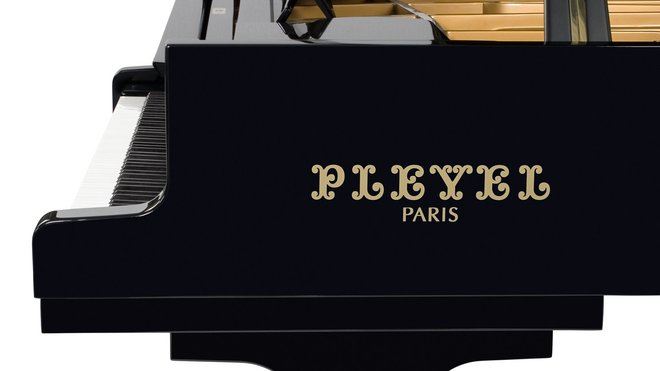
Seitenansicht mit Firmenschriftzug des aktuellen großen Pleyel-Konzertflügels P280

### Ignaz Josef Pleyel (1757–1831)
Nach seiner Etablierung im Pariser Musikleben gründete Ignaz Josef Pleyel dort 1797 zunächst einen Musikverlag, der bis zu seiner Einstellung annähernd 4000 Titel herausbrachte.
Um die Instrumente besser an die Anforderungen von Komponisten und Interpreten anzupassen, entwarf Pleyel 1802 ein erstes Klavier, das noch mit einfacher Auslösung ausgestattet war. Das dazugehörige Patent meldete er 1807 an – das Jahr, in dem er zusammen mit Charles Lemme als Kompagnon auch seine Klaviermanufaktur gründete. (Die heute gängige Repetitionsmechanik ließ sich dagegen 1821 sein Konkurrent Érard patentieren.) Nach wenigen Monaten arbeitete Pleyel – auch dank der Unterstützung von Mäzenen – bereits selbstständig. Schon 1813 stellte er jährlich 50 Instrumente her.
1815 führte Pleyel als erster in Frankreich die von Robert Wornum entwickelten vertikal besaiteten sogenannten Cottage Pianos ein, die sein Sohn Camille 1830 so erfolgreich zum Pianino weiterentwickelte, dass deren Technik später französische Mechanik genannt wurde.

### Camille Pleyel (1831–1855)
Camille Pleyel – der zunächst eine Karriere als Konzertpianist und Komponist angestrebt hatte und als solcher europaweit gereist war, um auch andere Klavierbauer kennenzulernen – trat bereits 1815 in das Unternehmen seines Vaters ein. Nach dessen Tod im Jahr 1831 übernahm er die Manufaktur ganz und führte sie zu Weltruhm. Schon 1834 beschäftigte er 200 Mitarbeiter, die jährlich 1000 Instrumente herstellten.
Auf dem Höhepunkt der Romantik veranstalteten Camille Pleyel und seine Frau Marie „Salons“. Dies waren Treffpunkte der Pariser Musiker und Musikliebhaber, wo Komponisten ihre Werke aufführten oder Virtuosen ihr Können zeigten und von dort aus den Namen Pleyel in alle Welt trugen. Einer von ihnen war Frédéric Chopin, der 1832 seinen ersten Pariser Auftritt in dem Madame Pleyelschen Salon hatte, der 100 Plätze umfasste.
Mit dem Umzug in neue Firmengebäude 1839 ergab sich für Pleyel die Möglichkeit, richtige eigene Konzertsäle zu errichten: die Geburtsstunde der ersten Salle Pleyel aus einem großen Saal für 550 Zuschauer, einem großen und einem kleinen Seitensalon. Hier gab Chopin seine letzten Konzerte in Paris.

### Auguste Wolff (1855–1887)
Pleyel wurde ab 1855 vom Schwiegersohn Camilles – Auguste Wolff – fortgeführt, der schon 1853 in das Unternehmen eingetreten war. Dieser erbaute 1865 in Saint-Denis im Pariser Norden eine 55.000 Quadratmeter große neue Fabrik mit Dampfmaschinen, die 1866 bereits 3000 Instrumente pro Jahr fertigen konnte.
Ab etwa 1875 wandte sich die Firma, im Gegensatz zum größeren Konkurrenten Érard, im Flügelbau dem „amerikanischen System“ mit Bassüberkreuzung und einteiliger Gussplatte zu.

### Gustave Lyon (1887–1936)
Gustave Lyon – der Ehemann der Enkelin Camille Pleyels und Tochter des Ehepaars Wolff – übernahm 1887 die Leitung des Unternehmens, für das er schon ab 1882 tätig gewesen war. Er war Bergbauingenieur, Musiker und ein Pionier der Raumakustik, der auch von Architekten häufig zu Rate gezogen wurde. Seine Ära ist untrennbar mit unzähligen Erfindungen auch außerhalb des Klavierbaus verbunden, zugleich mit sozialen Errungenschaften für das Personal.
1890 optimierte Lyon das von dem ungarischen Komponisten Emánuel Moór erfundene Doppelklavier mit zwei Flügeln in einem Rahmen und ließ es als „Duo-Clave“ patentieren. Pleyel baute solche Instrumente noch bis in die 1920er-Jahre.
Gegen Ende des 19. Jahrhunderts engagierte sich Pleyel für die Wiederbelebung des Baus historischer Tasteninstrumente, insbesondere zweimanualiger Konzertcembali. Ein für die Pariser Weltausstellung 1889 gebautes Modell, das die Cembalomechanik mit den Errungenschaften des zeitgenössischen Klavierbaus kombinierte, fand allgemeine Anerkennung und erlangte den „Grand Prix d’Honneur“ der Ausstellung. In jenem Jahr fertigte Pleyel auch sein 100.000stes Klavier.
Ebenfalls Ende des 19. Jahrhunderts entwickelte Lyon für Pleyel eine chromatische Doppelharfe mit gekreuzten Saitenreihen, die sogenannte „Pleyel-“ oder „Lyon-Harfe“. Für diese komponierte Claude Debussy 1904 seine Deux danses pour harpe chromatique avec accompagnement d’orchestre d’instruments à cordes.
1905 reichte Lyon ein Patent für eine weiterentwickelte Pianola ein, die „Pleyela“.
Weltweite Verbreitung fand ein neuer, von der polnischen, von Frankreich aus wirkenden Pianistin und Cembalistin Wanda Landowska im Jahr 1912 zusammen mit Pleyel entwickelter Cembalotyp, der in Serie gebaut wurde.
1913 baute Pleyel für Albert Schweitzer und sein Krankenhaus in Lambaréné das sogenannte „Jungle Piano“ mit Pedalklaviatur und aus sich an die klimatischen Bedingungen anpassenden tropischen Hölzern.
Im Museum Haus Eller in Bergheim-Ahe steht ein weiteres zweimanualiges Pleyel-Konzertcembalo auf 16′-Basis, das 1927 für Wanda Landowska gebaut wurde. Dieser „Grand Modèle de Concert“ genannte Cembalotyp wurde zwischen 1923 und 1969 in 180 Exemplaren gebaut und stellt eine späte Krönung des europäischen Cembalobaus dar. Das Instrument integriert Erkenntnisse aus dem Flügelbau und hat ebenso wie Flügel einen gusseisernen Rahmen. Es bildet einen Entwurf aus dem 17. Jahrhundert nach, besitzt eine komplexe Anordnung der Saiten wie auch der Stege in drei Ebenen und verfügt über eine Steuerung der Züge für die die Saiten anzupfenden Stecher mittels sieben Pedalen.
Im selben Jahr 1927 veranlasste das Unternehmen nach akustischen Vorgaben Lyons den Bau der neuen Salle Pleyel – eines Konzertsaals für höchste Ansprüche und bis zur Eröffnung der Philharmonie de Paris 2015 der einzige große symphonische Konzertsaal von Paris.
Die Weltwirtschaftskrise machte auch vor den Bilanzen Pleyels nicht Halt: 1934 ging die Salle Pleyel daher an den Financier des Unternehmens – die Crédit Lyonnais – über, der sie bis 1998 behielt.

### Crédit Lyonnais (1936–1961)
Nach dem Tod von Gustave Lyon ging Pleyel 1936 zunächst in den Besitz der Crédit Lyonnais über, wie zwei Jahre zuvor bereits die Salle Pleyel.

### Gaveau-Érard (1961–1971)
Firma und Markenrechte von Pleyel wurden 1961 von Gaveau-Érard erworben, die sich bereits 1960 aus den zuvor getrennten Unternehmen Gaveau und Érard zusammengeschlossen hatten: Alle drei namhaften französischen Klavierfabriken waren nun also unter einem Dach vereint.

### Wilhelm Schimmel Pianofortefabrik (1971–2000)
Ab 1971 wurden Pleyel-Klaviere von der Wilhelm Schimmel Pianofortefabrik hergestellt. Diese Firma hatte im selben Jahr auch die Rechte an Gaveau sowie Érard übernommen und fertigte die Instrumente aller drei Marken fortan in Braunschweig.
Für Pleyel wurde jedoch schon 1973 eine neue Produktionsstätte in Alès errichtet, die bis 2007 Bestand hatte. Die Herstellung von Gaveau-Klavieren in Braunschweig wurde dagegen bereits 1994 eingestellt und erst 2000 durch die Manufacture Française de Pianos wiederaufgegriffen, welche auch die Pleyel-Rechte erwarb. Demgegenüber wartet die denselben Weg genommen habende Marke Érard seit einem drohenden Konkurs 2013 noch heute (Stand 2022) auf eine Wiederbelebung.

### Hubert Martigny (2000–2012)
Hubert Martigny, der 1998 bereits die Salle Pleyel erworben hatte, übernahm über seine 2000 gegründete Firma „Manufacture Française de Pianos“ im selben Jahr auch Fabrik und Marke von Pleyel – daneben auch diejenigen von Gaveau und Érard. Lange Jahre stand ihm bei seinem Engagement der Unternehmensberater Arnaud Marion zur Seite (vgl. auch den Abschnitt Literatur). 2006 war es auch Martigny, der die aktuelle Pleyel-Gesellschaft Pleyel International gründete.
Die Fabrik in Alès, in der anfangs bis zu 1700 Instrumente jährlich hergestellt wurden (davon etwa 60 Flügel), musste jedoch schon 2007 wieder schließen, da Absatz und Produktion wegen des erheblichen Konkurrenzdrucks aus Asien zu sehr gesunken waren. Der Firmensitz wurde daraufhin wieder nach Saint-Denis verlegt. Zugleich wurde die Unternehmensstrategie von Standard- hin zu High-End-Instrumenten für 40.000 bis 200.000 Euro weiterentwickelt, mit einem Output von maximal 20 Exemplaren jährlich durch 14 Mitarbeitende.
Nach einem Herzinfarkt sowie infolge der Scheidung von seiner Ehefrau musste Martigny die Salle Pleyel 2009 an den französischen Staat verkaufen. Bereits zu diesem Zeitpunkt verfolgte er jedoch Überlegungen, auch Firma und Marke Pleyel an einen Investor weiterzugeben. Dies geschah letztlich Ende 2012.
Im September 2009 fertigte der Klavierbauer Paul McNulty eine Rekonstruktion des Pleyel-Modells op. 1555 von 1830 an, das sich jetzt in der Sammlung des „Nationalen Fryderyk-Chopin-Instituts“ in Warschau befindet. Auf dieser Kopie wurde im September 2018 beim Ersten internationalen Chopin Klavierwettbewerb für das Spiel auf Instrumenten aus verschiedenen Epochen gespielt.
Im Oktober 2012 stellte Pleyel ein Modell in Kooperation mit dem französischen Peugeot Design Lab vor. Besondere Konstruktionsmerkmale sind u. a. ein aus Karbon gefertigter Deckel und bloß ein einziger Standfuß sowie eine aufwärts schlagende Zugmechanik unterhalb der Klaviatur.
Nach Aufgabe der Pleyel-Fabrik in Alès wurden die letzten 25 Flügel in der neuen Manufaktur in Saint-Denis gefertigt. Diese schloss zum Jahresende 2013 auf Betreiben des neuen Investors zwar vorübergehend – doch standen die Modelle im Pleyel Piano Showroom in Paris in der Salle Pleyel auch weiterhin zum Verkauf, und es wurden von dort aus Servicearbeiten angeboten. Pleyel führte zu diesem Zeitpunkt vornehmlich vier klassische Flügelmodelle vom Salonflügel P170 bis zum Konzertflügel P280 sowie verschiedene Designerflügel.

### Gérard Garnier (2017–2022)
Gérard Jean Paul Garnier begann 1971 mit der Herstellung von Andenflöten. Dazu gesellte sich bald der Import von Musikinstrumenten und anderem Soundequipment. Durch die Übernahme verschiedener Distributoren bildete sich daraus im Jahr 2000 Algam mit Sitz in Thouaré-sur-Loire nahe Nantes, das (Stand 2018) über 150 Marken vertrat und dabei mit 650 Mitarbeitenden in Frankreich sowie China 115 Mio. Euro Umsatz generierte.
2017 erwarb Algam von einem Investor Firma und Marke Pleyel einschließlich der „Manufacture Française de Pianos“ und begann 2018 mit der Errichtung einer neuen Fabrikationsstätte neben seinem Sitz in Thouaré-sur-Loire. Mit der Auslieferung der ersten Instrumente rechnete man zu diesem Zeitpunkt im Jahr 2020. Zugleich hatte Algam über einen südkoreanischen Subunternehmer (Samick) in Indonesien eine Fabrik zur Herstellung von Pleyel-Klavieren („Héritage“-Linie oder Serie P) in der Preiskategorie um 10.000 Euro (Pianinos) oder 20.000 bis 30.000 Euro (Salonflügel) aufgebaut und schon 2013 eine Zweigvertriebsniederlassung Pleyel China eröffnet, um der enormen Nachfrage von dort nachkommen zu können.
2019 wurde das Trio Sōra Markenbotschafter von Pleyel.
Tatsächlich erfolgte die erste Auslieferung neuer in Frankreich hergestellter Pleyel-Klaviere für 30.000 bis 80.000 Euro schließlich im September 2021. Die neue rund 1000 m² große Manufaktur beschäftigt (Stand 2021) ein gutes Dutzend Mitarbeitende und ist geräumig genug, um auch einen Teil der in Indonesien hergestellten Instrumente – dies sind jährlich rund 3000 Pianinos oder Salonflügel – „endzuveredeln“ sowie zum Verkauf auszustellen. Die Leitung obliegt dem deutschen Klavierbaumeister Patrick Horn-Wegner. Es ist ein jährlicher Ausstoß von 50 ganz in Frankreich hergestellten Instrumenten („Haute facture“-Linie oder Serie F) beabsichtigt. Dem chinesischen Markt mit 30 bis 40 Mio. klavierspielenden jungen Chinesen wird entscheidende Bedeutung beigemessen.
Zum 2. März 2022 ging die Geschäftsführung von Pleyel International, die Präsidentschaft der „Manufacture Française de Pianos“ und das Amt des Generaldirektors von Algam aus Gérard Garniers Händen an dessen Sohn Benjamin Pierre-Edouard Garnier über.

## Historische Einordnung des Werkes von Pleyel
Hammerflügel von Pleyel zählten um die Mitte des 19. Jahrhunderts zusammen mit den Produkten seiner Konkurrenten Sébastien Érard und Joseph Gabriel Gaveau zu den Spitzenprodukten des europäischen Tasteninstrumentenbaus. Zuvor galt dies für Cembali der Antwerpener Familie Ruckers, für Hammerklaviere der Augsburger Familie Johann Andreas Stein und für Flügel von John Broadwood & Sons – seit Ende des 19. Jahrhunderts auch für Steinway & Sons. Daher gehören Flügel von Pleyel aus der Mitte des 19. Jahrhunderts zu den Ikonen der historischen Musikaufführungspraxis, von Chopin-Interpreten und auch von Sammlern
Pleyel-Klaviere und -Flügel waren die Instrumente der Wahl von Frédéric Chopin, die er den Instrumenten Érards und Broadwoods oft vorzog. Es existieren heute noch mehrere Konzertflügel von Pleyel, von denen verbürgt ist, dass sie im persönlichen Gebrauch von Chopin standen (vgl. die entsprechenden Abschnitte Instrumente sowie Klaviere und Flügel aus der Zeit Chopins im dortigen Artikel). Von Chopin ist  ein Ausspruch überliefert, dass er, wenn er sich wohlfühle, ein Instrument von Pleyel mit seinem komplexen, feinst nuancierbaren Klang bevorzuge. Wenn er hingegen nicht gut aufgelegt sei, spiele er lieber auf einem Érard, weil der Flügel in seiner Klanggestaltung einfacher zu einem guten Ergebnis führe.
Pleyel-Instrumente und der Ruf ihres Klangs „à la française“ zeichnen sich durch eine besonders „seidige“ und „warme“ Seite der Töne aus, denen sie – bei großer Rundheit, mächtigem Bass und feinem Diskant – einen typisch „romantischen“ Ton verleihen. Hierauf beruht ihr weltweiter Ruhm und ihre Anziehungskraft sowohl für Komponisten wie Chopin, Camille Saint-Saëns, Edvard Grieg, Claude Debussy, Maurice Ravel, Manuel de Falla, Igor Strawinsky oder Arthur Honegger und Pianisten bzw. Klavierpädagogen wie Alfred Cortot, Artur Rubinstein, Philip Manuel oder Gavin Williamson als auch für Instrumentenbauer, die heute auf der Suche nach dem „mythischen“ Klang jener von Chopin gespielten Klaviere alte Modelle identisch zu rekonstruieren versuchen.

## Aufnahmen und Klangbeispiele (Auswahl)

### Historische Modelle
- Hammerflügel nach Pleyel (1830) von Paul McNulty: Mendelssohn. Piano Concertos. BIS, 2018, SACD (Ronald Brautigam)
- Hammerflügel nach Pleyel (1830) von Paul McNulty: Fryderyk Chopin. Complete works for cello and piano. Passacaille, 2010, CD (Viviana Sofronitsky, Sergei Istomin)
- Hammerflügel (um 1831): Chopin: Evening around 1831 Pleyel. Opus 111, 1999, CD (Janusz Olejniczak)
- Hammerflügel (1840er Jahre): Einige der Etüden op. 100 von Friedrich Burgmüller auf YouTube (Jean-Luc Perrot)
- Hammerflügel (1842), Érard-Hammerflügel (1837) und Hammerflügel nach Buchholtz (1825–26) von Paul McNulty: Chopin. Sonata in B Minor, Ballade in F minor, Polonaises, Mazurkas. Karol Kurpinski. Polonaise in D minor. NIFC, 2019, CD (Tomasz Ritter)
- Hammerklavier (1843): Chopin, Bach, Mozart, Beethoven at Chopin’s home piano. NIFC, 2019, CD (Alexei Lubimov)
- Hammerflügel (1845): Chopin. 4 Ballades, 4 Impromptus, 24 Preludes, Op. 28, 20 Nocturnes. Piano Classics, 2013, 3 CDs (Yuan Sheng)
- Hammerflügel (1848): Chopin. 4 Impromptus. NIFC, 2008, CD (Kevin Kenner)[4]
- Hammerflügel (1848)[4] und Érard-Hammerflügel (1838): Chopin. Piano Concertos No. 1&2, Version for one piano. NIFC, 2018, CD (Dina Yoffe)
- Hammerflügel (ca. 1847) mit Pedalier separé (ca. 1890, für die Aufnahme restauriert): Robert Schumann: Gesamtwerk für Pedalflügel (Studien op. 56, Skizzen op. 58, Fugen op. 60). Ars, 2004, CD (Martin Schmeding)
- Hammerflügel (1892): Sonate op. 31, Nr. 2 d-Moll von Ludwig van Beethoven auf YouTube (Valentina Lisitsa)
- Großer restaurierter Konzertflügel (1892): Rondo aus dem Klavierkonzert Nr. 5, op. 73 von Ludwig van Beethoven auf France 3 (Nicholas Angelich)

### Aktuelle Modelle
- Stutzflügel F170 (2019): Allegro moderato aus dem Trio op. 97 in B-Dur von Ludwig van Beethoven auf YouTube (Trio Sōra)
- Stutzflügel F170 (2021): Étude op. 25, Nr. 7 in cis-Moll von Frédéric Chopin auf YouTube (Yves Henry)
- Studioflügel P190 Opéra (2020): Barcarolle op. 60 von Frédéric Chopin sowie Erklärungen dazu und zum Instrument auf YouTube (François Dumont)
- Halbkonzertflügel P204 Concert (inzwischen ersetzt durch das Modell F204 Concert) in der Rotunde der Salle Pleyel (2018): Walzer op. 34, Nr. 2 a-Moll von Frédéric Chopin auf YouTube (Flora Rozet)
- Konzertflügel P280 Concert (inzwischen ersetzt durch das Modell F278 Concert) im Großen Saal der Salle Pleyel (2010): 3 Mazurkas op. 59 von Frédéric Chopin auf YouTube (Juliette Journaux)